# Agente vesicante

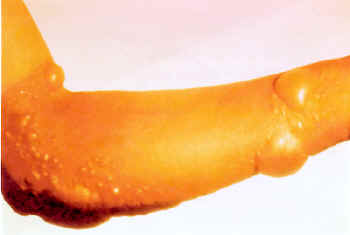
As substâncias vesicantes podem provocar grandes e dolorosas bolhas cutâneas.

Substâncias vesicantes, ou agentes vesicantes, são substâncias químicas que em contacto com a pele e as mucosas produzem irritação e bolhas cutâneas. A sua acção vai desde a irritação leve da pele à ulceração e fortes queimaduras, chegando a produzir a destruição dos tecidos. As mucosas e os olhos são especialmente sensíveis a estas substâncias. No caso de serem ingeridas ou aspiradas, podem produzir um efeito asfixiante pela sua acção vesicante na traqueia e nos brônquios (as células mortas produzidas por esta ação podem obstruí-los). Agentes de bolha ou vesicantes são substancias que na maioria se apresenta como líquidos oleosos em temperatura ambiente, apresentam-se em cores variadas, mas quando puros tendem a serem incolores na maioria, possuem um ponto de fusão variado e um ponto de ebulição alto que geram a sua decomposição, emitem vapores e por isso são voláteis, possuem cheiro de temperos e plantas, seus vapores emitidos são irritantes e em excesso já causa problemas ao sistema respiratório. Foram muito utilizados na primeira guerra, segunda guerra mundial e em vários teatros de guerra, principalmente do século 19 para o 21. Os agentes de atordoamento da classe de irritantes tendem a ter uma ação similar aos agentes vesicantes, a alguns agentes de atordoamento que partilham a mesmas características como o Cloropicrina, e compostos que possuem átomos de Bromo, mas são muitas vezes menos potentes que esta categoria. As substancias vesicantes são agentes que reagem violentamente com os tecidos corporais produzindo bolhas e severas dores, além de causar queimaduras no lugar exposto e cicatrizes. A maioria dos agentes reage com a água dos tecidos produzindo agentes como o Cloreto de hidrogênio, menos o Trivinilarsina, AS-20 mistura, Fenilarsina, Difenilarsina e Trietinilarsina. Grande parte dos agentes são carcinogênicos, entre estes estão os mais comuns, Mostarda de enxofre (HD), Mostarda nitrogenada (HN) e Lewisite (L). Em geral, persistem por semanas em ambientes normais e tendem a impregnar muito seu cheiro neles, em ambientes abertos tendem a se decompor para compostos oxigenados como Sulfato de gás mostarda, Óxido de Lewisite e essa oxigenação diminui consideravelmente sua toxicidade, em contra partida se decompõe para compostos ácidos na maioria das vezes. Os agentes vesicantes tendem a corroer metal, como latão, ferro, Zinco, Cobre e grande parte das ligas metálicas. A série de agentes mais comuns nesta classe são, Mostardas de enxofre, Mostardas nitrogenadas, Arsênicos, Oximas halogenadas e Mostardas oxigenadas, os agentes novos desta classe são, agentes de Sabatina, Mostardas de antimônio, Mostardas de chumbo, Agentes alquilclorados de Tálio, Mostardas de selênio. Os agentes vesicantes entraram no obsoletismo em 1945 com a descoberta dos agentes neurotóxicos, ainda são muito utilizados e muitos países possuem estoques de agentes vesicantes. Existe uma categoria destes agentes que são as mostardas alucinógenas, pouco se sabe sobre elas, houve projetos para sua manufatura, entre eles estão o projeto 90 que deu origem também as Sabatinas e a diversos novos agentes alquil clorados de Tálio. 

## Descrição
Uma substância vesicante é um composto químico que causa irritação severa da pele, mucosas e olhos, acompanhada de dor e formação de bolhas cutâneas. São assim designadas dada da sua capacidade de produzir queimaduras químicas graves, resultando na formação de dolorosas bolhas vesiculosas cheias de fluido aquoso na pele e mucosas das pessoas afectadas. Apesar do termo ser geralmente utilizado em relação a extensas queimaduras químicas causadas por derrames químicos, acidentes industriais ou armas químicas, algumas substâncias naturais, como a cantaridina produzida por insectos, são também agentes vesicantes. A furanocoumarina, outra substância de ocorrência natural, causa efeitos semelhantes aos vesicantes indirectamente, ao aumentar grandemente a fotossensibilidade da pele. Os produtos vesicantes têm uso medicinal, incluindo a remoção de verrugas, mas podem ser fatais, mesmo em pequenas quantidades, se ingeridos. Os agentes vesicantes podem ser sólidos, líquidos o gasosos. Entre as substâncias vesicantes mais comuns conta-se a iperite, utilizada pela primeira vez pelo exército alemão durante a Primeira Guerra Mundial e baptizada pelos aliados como gás mostarda devido ao seu odor, a lewisite, um derivado do arsénico, e as cantáridas. Nos princípios do século XX, com a eclosão das armas químicas, estas substâncias foram objecto de um grande esforço de investigação, já que as máscaras antigás não impediam de forma eficaz os seus efeitos, mostrando-se muito eficazes por não actuarem de imediato, aparecendo as consequências algum tempo após a exposição. Actualmente as substâncias vesicantes continuam sendo um perigo potencial já que existem nos arsenais de diversos Estados e continuam a ser produzidas, pese embora o Protocolo de Genebra (1925), pelo qual se proibiu o uso de armas químicas (o Japão não o assinaria e os Estados Unidos apenas se incorporariam mais tarde, em 1947), e a criação em 1992 a Organização para a Proibição das Armas Químicas, que promove um convénio através do qual os países aderentes se comprometem a proibir a sua produção e a destruir as armas existentes.

## Propriedades físicas em geral
São na maioria óleos incolores e cristais de cor variada, possuem um ponto de fusão moderado, podendo alguns solidificar em temperatura ambiente e um ponto de ebulição de moderado para alto que gera a sua decomposição na maioria das vezes, a decomposição destes agentes na maioria das vezes acaba produzindo agentes químicos considerável ação vesicante e irritante. São na maioria compostos voláteis e emitem vapores irritantes, são desprezíveis em água e tendem a reagir logo com ela, são solúveis em gordura, borracha (Fosgênio Oxima tende a dissolver ela), óleos, Clorometano, Diclorometano, Cloroetano, Acetonitrila. etc, etc e etc. Possuem uma meia vida em ambientes fechados e secos de 1 mês para 2 meses, em ambientes úmidos tendem a se decompor dentro de 24 horas, em locais contaminados com estes agentes tendem a impregnar seu cheiro. São decompostos facilmente em soluções causticas, agentes vesicantes são agentes corrosivos, mas não ácidos, a maioria reage com metais deixando a característica cor esverdeada, são em grande parte ácidos de Lewis. Esta categoria possui geralmente o grupo lábil como o Cloro, raramente é Flúor, Bromo, Cianeto, Hidrogênio e etc.

## Proteção
Utilizar roupas totalmente impermeáveis, nunca se deve utilizar roupas como algodão, comumente se utiliza polímeros flexíveis, mas que não sejam como tecidos a fio e similares, em geral utilizar sua própria fonte de oxigênio, sempre ter um ventilador ou exaustor para a saída de ar e ter um local ventilado, não se deve manuseá-los em locais com muito calor ou com fontes combustíveis ou em combustão. Contra gases a base de Cianeto se adiciona Sais nos filtros da mascara como permanganato de potássio, tiossulfato de magnésio ou um agente absorvente como Carvão ativado, Não utilizar trajes de proteção a fio, pois os gases de ação vesicante tendem a penetrar de forma rápida e implacável sobre a fibra, sempre utilize polímeros sintéticos, mas que não sejam a fio, o material do traje tende ser um plástico inerte geralmente a 100% de polietileno de alta densidade laminado. Os melhores trajes de proteção são da Dupont. Utiliza-se então traje de Nível A ou B contra estes agentes. Utilizar trajes não reativos, mascaras de gás com borracha tendem a ser destruídos e dissolvidos, os agentes tendem a reagir com os metal dela, não se devem utilizar aparelhos metálicos ou com metais a mostra, utilize plásticos não reativos para protegê-los, sempre deixar em locais os produtos para descontaminação como enxofre, fortes bases e fracas bases, os antídotos como tiossulfato de sódio, nitrito de sódio, Dimercaprol, Oxigênio hospitalar, Antitússicos, Codeína, Edetato de dicobalto, anti- histamínicos Beclometasona, Hidroxocabolamina. Produtos de descontaminação como Bases fortes, fracas, enxofre, terra não contaminada, carvão e etc.

## Descontaminação
São neutralizados em geral por soluções causticas como Hidróxido de sódio aquoso e Hipocloritos aquosos como a água sanitaria. Joga-se terra para decompor estes agentes. Coloca-se qualquer resíduo destes agentes em galões de bebedouros com carbonato de sódio dissolvido em água. A outros meios como jogar sais de ferro e metais, carbonatos , Hidróxido de sódio, Hidróxido de potássio e principalmente enxofre, a reação entre o Carbonato de sódio e Sais de ferro ou metálicos causam sais também tóxicos, menos com o enxofre que ocasiona em um agente de baixa toxicidade, a métodos de diminuir a toxicidade por meio a oxidação dos compostos, sendo assim, quando entrar no sangue irá oxigenar ao mesmo tempo em que reage tirando a oxigenação, mas é um método na pratica falho para a maioria dos agentes, mas, age inibindo em grande parte a toxidade do agente de mostarda ao oxigena-los para sulfatos. Os compostos em geral não são facilmente expulsos dos locais por forte ventilação do local, uma lavagem com água normal é um ótimo meio de descontaminação, joga-se terra enquanto lava-se com água para impregnar agentes químicos e decompô-los. Lava-se as roupas contaminadas com sais básicos e com direta lavagem, geralmente o processo de lavagem é três etapas, a primeira etapa consiste em colocar a roupa contaminada em uma solução básica, logo depois de um tempo acrescentar pequenas quantidades de cal hidratada na solução, esperar o material até ser dissolvido e não dissolver mais e depois lavar jogar a solução fora e lavar com água corrente por vários períodos de tempo.

## Tratamento
Comumente retirar a pessoa do local da exposição e dar oxigenação, dependendo do agente se difere o antidoto. Jogam-se nos locais expostos soluções de carbonato de sódio. Contra a dor se injeta morfina, para prevenir infecções se ingere antibióticos, contra o edema e tosse se ingere ou injeta codeína, se ingeridos ou aspirados deve-se ingerir Tiossulfato de sódio, deve-se ter um imenso cuidado para não contrair infecções bacterianas por causa destes agentes. Para a melhora da pele se utiliza uma loção de calamina, óxido de zinco, carbonato de zinco e similares. O tratamento contra arsinas e derivados não existe, Dimercaprol é antidoto para arsina cloradas, mas não contra hidretos de arsina, deve-se então dar prioridade em oxigenação do paciente. Contra agentes corrosivos no pulmão deve-se dar um antitússico e um calmante a codeína é a mais indicada para isso. Administrar sedativos e oxigenação são necessários. Para acabar com o edema pulmonar e a asma administra-se Beclometasona. Para retira-los do corpo deve-se utilizar uma mistura de permanganato de potássio com água para oxidar os agentes (1 comprimido para cada 2 litros de água), ou lavar em água corrente com sabão caustico, sempre em água corrente pois o sabão caustico tende com o agente para produzir Sais tóxicos, tanto o corpo como a pedra de são devem ser lavados para não impregnar os sais. O método novo para isso é passar enxofre no corpo para que o agente reaja e forma um princípio de Tiossulfato ou alquilclorosulfeto que logo depois é lavado em água corrente com solução de Carbonato de sódio para neutralizar em grande parte a toxicidade dos compostos, se agentes ficarem no cabelo e no couro cabeludo deve-se lavar em imediato com muito shampoo para que o agente reaja primeiro com o Cocamido-propil de betaína e seja neutralizado logo depois pelo Lauriléter sulfato de sódio e lavado em água corrente.  Em contato com os olhos deve-se lavar em água corrente com solução fracas de Hidróxido de zinco, alumínio e ferro.

## Sintomas de exposição
Comumente começa com severa irritação na pele, sensação de queimação, dores intensas, cheiro de alho na boca, respiração com cheiro de tempero, olhos vermelhos, dificuldade para abri-los, cegueira, bolhas na pele, queimaduras químicas, irritação no trato respiratório, fortes dores depois da irritação, enjoo, sono, dor de cabeça e cansaço. Em longo prazo as feridas podem cicatrizar, mas pode-se contrair câncer pela exposição. Agentes de vesicantes partilham muitas características dos agentes de sangue (com uma diferença de serem mais corrosivos) e assim, também causam irritação e náuseas rapidamente quando exposto por inalação ou absorção o que ajuda muito na identificação do problema, causam sufocamento rapidamente depois da exposição ao gás. Leve exposição causa irritação no trato respiratório e nos olhos (Lacrimejamento), náusea, cansaço, desconforto e dores abdominais. A respiração fica cheirando estranho como mostarda, alho, temperos, frutas,  alvejante, e etc. visão turva, dores de cabeça, tosse, produção de fluídos pulmonares, leve sensação de cansaço são efeitos mais posteriores. Exposição moderada causa tosse, sufocamento, lacrimejamento, forte cansaço, convulsões moderadas, dificuldade para se locomover, pupilas dilatadas, avermelhadas, visão turva e leve para mediana cegueira ou cegueira não permanente. Forte exposição causa em travamento da respiração (forte sufocamento), irritação na pele, alergia, bolhas pela pele, a roupa fica a cheirar ao agente como ao alho e similares (cheira ao agente em que se é exposto), coloração azul da pele, mudança de cor no sangue e talvez na urina, os olhos ficam vermelhos e a uma forte sensação de exposição de agentes de atordoamento, convulsões fortes, rigidez muscular, paralisia respiratória, morte ou sequelas, fortes dores de cabeça, choques cardíacos, parada respiratória, parada cardíaca, coma, convulsões, hemólise, cegueira permanente, edema pulmonar, afogamento pelos próprios fluídos. Todos os agentes quando inalados tendem a causar irritação.

## Disseminação
Em geral são disseminados por compartimentos presos a explosivos como TNT, Nitroglicerina por meio da explosão destes, granadas pirotécnicas como Nitrato de potássio/Açúcar e propelentes diversos , aquecedores químicos e elétricos, pulverizadores por pressão e vácuo, umidificadores e são dissolvidos em Hidrocarbonetos halogenados como o Clorometano, Diclorometano, clorofórmio e Tetracloreto de carbono, em hidrocarbonetos como a mistura GLP, Pentanos, Hexanos e etc. Em operações militares não se utiliza solventes, pois são na maioria gases e são facilmente disseminados, utiliza-se alguns solventes para diminuir o ponto de ebulição, utiliza-se muitas misturas com os agentes vesicantes. Comumente se utiliza uma mistura de Lewisite com Mostarda de enxofre (HD) para uma disseminação em maiores alturas sem haver a congelação do agente. Tal mistura possui um cheiro forte de alho e um ponto de fusão a baixo de -10 graus Celsius. Fosgênio Oxima é utilizado na maioria das misturas, pois ele dissolve os trajes e mascaras dos soldados que na maioria é feito de borracha. Gelbkreuz (Yellowcross) era constituído por uma mistura de 65 mililitros de mostardas de enxofre, 10 mililitros de Tetracloreto de carbono ou Clorobenzeno, podendo ser diminuído 40 mililitros de HD (mostarda de enxofre) para adicionar 40 mililitros Etildicloroarsina ou algum outro tipo de Arsina clorada. Grünkreus era uma mistura constituída principalmente por agentes pulmonares, uma mistura de cloropicrina, fosgênio o uso de difosgênio é opcional, mas usar agentes vesicantes era comum na Grünkreus (Greencross), no Blue cross, uma mistura de Arsinas orgânicas constituídas principalmente por Difenilcianoarsina, defenilcloroarsina, etildicloroarsina, metildicloroarsina e L agentes. Utiliza-se agentes vesicantes junto com agentes neurotóxicos, como Dicloreto de metilfosforila, Sarin, VX e similares. As seguintes misturas são, Gás mostarda (HD) e Lewisite (L1) em proporções de 50% e 50%, Gás mostarda (HD) e Metildicloroarsina (MD); (70%HD e 30%MD), uma mistura de Gás mostarda 2 com arsinas cloradas em proporções a gosto, uma mistura de Lewisite e Cloreto de cianogênio (40%L/ 60%CK), uma mistura de Dicianometilarsina com Tabun (30%GA/ 80%MC), uma mistura de mostarda nitrogenada com Gás mostarda (50%HD-agentes/50%HN-Agentes), uma mistura de uma mistura de Difluorometilarsina com Mostardas nitrogenadas (70%MFD/30%HN-Agentes), uma mistura de Gás mostarda com O-mostarda (80% ou 30% O-Mostarda e resto HD), uma mistura de mostardas nitrogenadas e mostardas alucinógenas como a  Tris(Etil-2-ciano)amina e nitropropanonitrilo, as misturas destes agentes é muito diversa e quase infinita.

## Armas químicas vesicantes
A maioria dos agentes vesicantes utilizados na produção de armas químicas integra-se num dos seguintes grupos: 
- Mostardas sulfuradas – uma família de substâncias químicas baseadas no enxofre, que inclui o gás mostarda (iperite);
- Mostardas nitrosas – uma família de substâncias similares às mostardas sulfuradas, mas baseada no azoto em vez do enxofre;
- Lewisite – um dos primeiros agentes vesicantes sintéticos desenvolvidos, produzido, mas não usado, durante a Primeira Guerra Mundial. Este grupo de químicos  na década de 1940 ficou obsoleto para uso bélico com o desenvolvimento do dimercaprol, um eficaz agente anti-lewisite.

Ocasionalmente, a oxima de fosgénio (CAS Number 1794-86-1)  é incluída entre os agentes vesicantes, embora deva ser mais correctamente classificado como um agente urticante.
A exposição a armas químicas contendo agentes vesicantes causa um conjunto de sintomas que colocam em risco a vida da pessoas afectada, incluindo:
- Severa irritação e dor na pele, mucosas e olhos;
- Eritema cutâneo com as formação de grandes bolhas de fluido que apenas curam lentamente e pode ser facilmente infectadas;
- Lacrimejação, conjuntivite e danos na córnea;
- Problemas respiratórios que podem ser graves, especialmente se acompanhados de danos nas vias respiratórias.

Todos os agentes vesiculantes conhecidos são mais pesados que o ar e são facilmente absorvidos pelos olhos, pulmões e pele. Os efeitos dos dois tipos de gases mostarda referidos são tipicamente retardados: os resultados da exposição aos vapores começa a ser evidente decorridas 4 a 6 horas, e os danos cutâneos surgem passadas 2 a 48 horas. Os efeitos da exposição a lewisite são imediatos.